# Vibrador de punto G
Un vibrador de punto G es un juguete sexual que fabrica en dos formas; una, destinada a la mujer, diseñada para masajear preferentemente la cara anterior de la vagina, y otra destinada al varón, cuyo diseño permite masajear la próstata a través del recto.

## Diferencias entre los modelos
El diseño femenino tiene una forma especial que estimula preferentemente la parte anterior de la vagina. Algunos  modelos están diseñados para estimular al mismo tiempo el glande del clítoris. Muchas mujeres generalmente necesitan estimulación directa del clítoris para alcanzar el orgasmo, y es difícil lograr la estimulación del área del punto G a través de la penetración sexual, especialmente en la posición del misionero, debido  a que la penetración debe ocurrir en un ángulo especial.  
El nivel de penetración vaginal cuando se usa un vibrador de punto G depende de la mujer porque la fisiología de las mujeres no siempre es la misma. Los efectos de la estimulación del punto G cuando se usa el pene o un vibrador de punto G pueden mejorarse estimulando adicionalmente otras zonas erógenas en el cuerpo de una mujer, como el clítoris o la vulva en su conjunto. Al utilizar un vibrador de punto G, también se puede estimular manualmente el clítoris, usarlo como un vibrador de clítoris o, si el vibrador está diseñado para ello, aplicarlo para que estimule la cabeza del clítoris, el resto de la vulva y la vagina simultáneamente.
Casi todos los vibradores de punto G femeninos tienen forma de falo y poseen un extremo especialmente curvado para alcanzar el área anterior (más frontal) de la vagina. Pero también puede haber vibradores especiales o exóticos de punto G destinados a la estimulación del punto G con formas novedosas. En general, los vibradores del punto G tienen una cabeza ligeramente más grande que el glande y miden 1-1.5 pulgadas (2–3  cm) de ancho y 5-7 pulgadas (12.5-17.5 cm) de largo. 
El vibrador masculino es un tubo rígido, estrecho, curvado, que termina en una cabeza redondeada. Se inserta en el recto y su forma estimula especialmente la próstata, que también se conoce como "punto G masculino" o "punto P". Esto puede producir sensaciones intensas y distintas a las que se logran solo mediante la estimulación del pene.

## Materiales
Los vibradores de punto G generalmente se fabrican con materiales agradables al tacto: silicona, gelatina, caucho, plástico duro o cualquier combinación de ellos.